# Orthotrichum appendiculatum
Orthotrichum appendiculatum là một loài rêu trong họ Orthotrichaceae. Loài này được Schimp. mô tả khoa học đầu tiên năm 1864.